# Santo Nome de Jesus

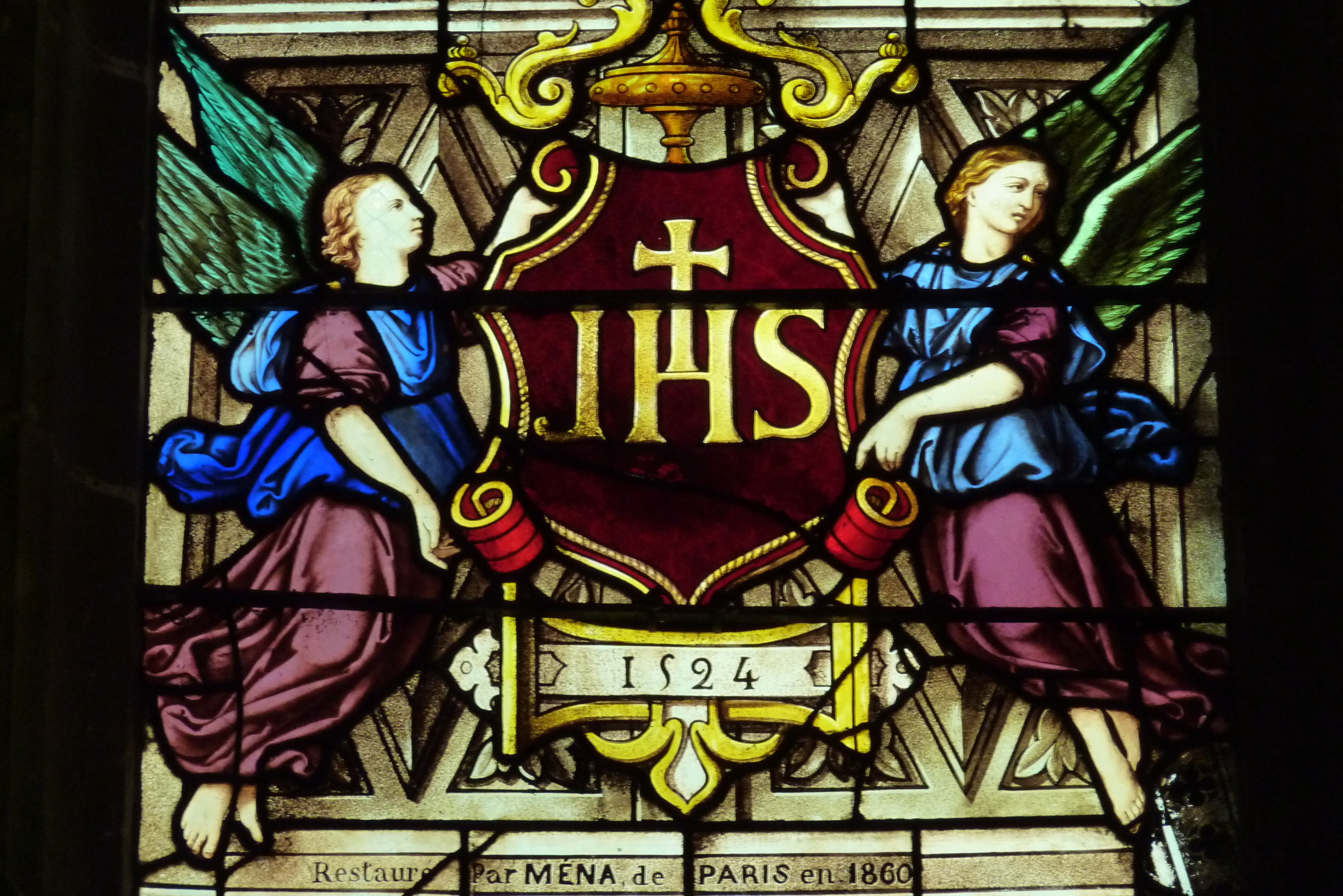
Cristograma IHS, uma das representações mais disseminadas do Santo Nome de Jesus. Vitral na Igreja de São Martinho, em Montmorency, na França.

Santo Nome de Jesus é a denominação dada ao uso teológico e devocional do nome de Jesus Cristo no cristianismo. A reverência e a afeição com que os cristãos tratam o Santo Nome de Jesus remontam aos primeiros anos do cristianismo. Esta devoção se estende também ao cristograma IHS (um monograma do Santo Nome), derivado da palavra grega IESOUS (ΙΗΣΟΥΣ) para "Jesus" ou à frase latina Iesus Hominum Salvator ("Jesus salvador da humanidade").
A devoção ao Santo Nome existe tanto no cristianismo ocidental quanto no oriental e é festejado ou como a Festa do Santíssimo Nome de Jesus ou como a circuncisão de Jesus nas várias denominações cristãs. O Evangelho de Mateus traz significado e intenção específicos para o nome Jesus (como sendo aquele que "salva seu povo do pecado") e indica que ele foi escolhido com ajuda divina. Por séculos, os cristãos invocam o Santo Nome e acreditam que há um poder intrínseco nele.